# 寿 (伊奈町)
寿（ことぶき）は、埼玉県北足立郡伊奈町の町丁。現行行政地名は寿一丁目から寿五丁目。住居表示未実施地区。郵便番号は362-0807。

## 地理
埼玉県中央東部、伊奈町北西部に位置する。南側から西端部を経て北側にかけて伊奈町大字小針新宿に、北西側で伊奈町大字小針内宿の飛地に、北側から北東側にかけて伊奈町大字羽貫に、北東側で伊奈町学園に、東側で伊奈町大字大針に、南側で伊奈町大字小室と上尾市須ケ谷に隣接する。地内には4本の県道が通るが、重複指定の関係が複雑である。埼玉新都市交通伊奈線（ニューシャトル）の羽貫駅から近く、土地区画整理事業により都市基盤整備が行われた。全域が市街化区域に指定されている。主に住宅地域となっている。

### 地価
住宅地の地価は、2023年（令和5年）1月1日時点の公示地価によれば、寿一丁目304番1の地点で93,600円/m2となっている。

## 歴史
- 1984年（昭和59年）9月29日：前日に伊奈町北部土地区画整理事業の換地処分の公告が行われた[1]ことに伴い、町名地番変更が行われ[8]、大字小室・大字大針・大字小針内宿・大字小針新宿・大字羽貫の各一部から寿一丁目 - 五丁目が成立[9]。

## 世帯数と人口
2023年（令和5年）8月1日時点の世帯数と人口は、以下のとおりである。
| 丁目     | 世帯数    | 人口    |
| -------- | --------- | ------- |
| 寿一丁目 | 741世帯   | 1,500人 |
| 寿二丁目 | 525世帯   | 1,198人 |
| 寿三丁目 | 430世帯   | 829人   |
| 寿四丁目 | 171世帯   | 377人   |
| 寿五丁目 | 37世帯    | 94人    |
| 計       | 1,904世帯 | 3,998人 |

## 小・中学校の学区
町立小・中学校に通う場合、学区（校区）は以下のとおりとなる。
| 丁目     | 区域 | 小学校             | 中学校             |
| -------- | ---- | ------------------ | ------------------ |
| 寿一丁目 | 全域 | 伊奈町立小針小学校 | 伊奈町立小針中学校 |
| 寿二丁目 | 全域 | 伊奈町立小針小学校 | 伊奈町立小針中学校 |
| 寿三丁目 | 全域 | 伊奈町立小針小学校 | 伊奈町立小針中学校 |
| 寿四丁目 | 全域 | 伊奈町立小針小学校 | 伊奈町立小針中学校 |
| 寿五丁目 | 全域 | 伊奈町立小針小学校 | 伊奈町立小針中学校 |

## 交通

### 鉄道
地内に鉄道路線は通っていない。最寄り駅は地点によって異なり、埼玉新都市交通伊奈線（ニューシャトル）の羽貫駅、または同内宿駅である。羽貫駅は、寿一丁目304番1の地点から約800 mの位置にある。

### 路線バス
朝日自動車菖蒲営業所により、埼玉県道87号上尾久喜線を通る路線バスが運行されている。
- AG91：上尾駅東口 - 六道 - 羽貫駅前 - 伊奈学園
- AG92：上尾駅東口 - 六道 - 羽貫駅前
- AG93：上尾駅東口 - 六道 - 羽貫駅前 - 伊奈学園 - 県民活動総合センター

また、伊奈町内循環バス「いなまる」の北循環が運行されている。
- 北循環：総合センター → 伊奈町役場 → 小針中学校 → 記念公園東口 → 県民活動センター → 内宿駅 → 下宿児童公園 → 羽貫駅 → 上下水道庁舎 → ふれあい福祉センター → 伊奈中央駅 → 総合センター

### 道路
地内に国道は通っていない。なお、県道の重複関係については、各記事を参照。
- 埼玉県道5号さいたま菖蒲線
- 埼玉県道87号上尾久喜線（上尾久喜線[注釈 5]）
- 埼玉県道311号蓮田鴻巣線
- 埼玉県道323号上尾環状線
- 伊奈中央線

## 施設
寿一丁目
- 北部コミュニティ消防センター
- 下宿児童公園
- 宮前児童公園
- 光ヶ丘公民館

寿二丁目
- 伊奈町立小針小学校
- 北部区画整理組合事業完成記念児童公園
- 伊奈寿郵便局

寿三丁目
- 東京電力パワーグリッド 伊奈変電所
- 原児童公園

寿四丁目
- 向原児童公園
- 伊奈中央病院

寿五丁目
施設は特にない。